# Вила Радомира Милаћевића-Милаћа
Вила Радомира Милаћевића-Милаћа се налази на Златибору, у општини Чајетина, подигнута је у периоду од 1939. до 1940. године.
Вила је подигнута, на обронцима Палисада, по пројекту архитекте Ђура Борошића, за београдског адвоката Радомира Милаћевића-Милаћа. Уз ову вилу је и Вила Ђура Борошића, која је подигнута у исто време.

## Архитектура виле
Употребљени су природни материјали са обиљем камена и дрвета, црепом, опеком. Улазни трем је декоративно обрађен од камена испод којег се налази подрум. Унутрашња организација наглашава велики дневни боравак и стилски уређена трпезарија којима доминира велики камин, без преградних зидова.
Спратни простори који су конципирани по принципу дугачког ходника са чијих се страна ређају омање спаваће собе одлика су мањих планинских хотела. Романтичарски осврти на национални градитељски израз видљиви су на каменим профилацијама прозорских отвора и дрвеним конзолама које су настале испуштањем дрвених носећих греда спратног пода. Декоративна обрада дрвене фасадне оплате поткровља и распоред прозорских отвора са масивним капцима асоцирају на тиролску традиционалну кућу.
Бунар који постоји у кући Борошића, прво је замишљен и изведен у кући Милаћа. У време када су на Краљевој Води бунари и чесме прављени у двориштима, тик уз кућу, 1940. године ове две виле имају воду у унутрашњости.